# Skunk dlouhoocasý

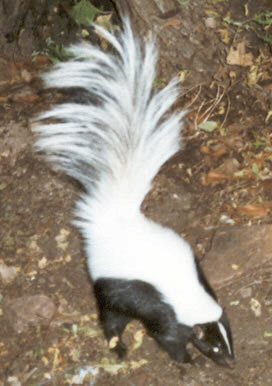
Skunk dlouhoocasý

Skunk dlouhoocasý (Mephitis macroura) je šelma z čeledi skunkovití (Mephitidae).

## Popis
Vzhledově je podobný skunkovi pruhovanému (Mephitis mephitis). Má však dlouhý ocas a mnohem delší a jemnější vrstvu kožichu. Má také větší bubínkovou část spánkové kosti. Kolem krku má bíle zbarvenou "manžetu".
U skunka dlouhoocasého jsou známé tři různé zbarvení:
- černý zádový pruh se dvěma bílými postranními pruhy
- bílý zádový pruh s černým pruhem na hřbetu
- celý černý s několika bílými chlupy na ocasu

společným znakem je tenký bílý pruh na hlavě procházející mezi očima.
Samci dorůstají velikosti až 79 cm, z toho 35 až 40 cm měří ocas. Samičky bývají zhruba o 15 % menší než samci. Váha se pohybuje od 800 gramů do 2,7 kg u samců a od 700 gramů do 1,2 kg u samic.
Doba páření probíhá od února do března. Velikost vrhu bývá od tří do osmi mláďat. 

## Rozšíření
Skunk dlouhoocasý se vyskytuje od jihozápadu USA přes Mexiko až po Guatemalu, Honduras, Nikaraguu a severozápad Kostariky, přičemž nejhojnější je právě v Mexiku. Vyhýbá se vysokým nadmořským výškám, vybírá si území poblíž vodních zdrojů, většinou řek.

## Strava
Potrava skunka dlouhoocasého se skládá hlavně z okolní vegetace, především opuncií, ale zkonzumuje také hmyz, malé obratlovce a ptačí vejce. Případy vztekliny hlášeny nebyly, ale je přenašečem řady parazitů, včetně hlístic, škrkavek a blech.

## Chování
Jsou to samotáři, ale při shánění potravy mohou spolupracovat, aniž by vykazovali známky agrese. Přebývají v norách nebo ukryti v nízké vegetaci. Aktivní jsou v noci. V Kostarice skunkové dlouhoocasí otevírají ptačí vejce tak, že si je házejí na své zadní nohy. Stejně jako skunk pruhovaný může v sebeobraně vystříknout odporně zapáchající sekret pachových žláz.

## Poddruhy
Jsou známy čtyři poddruhy skunka dlouhoocasého:
- M. m. macroura
- M. m. eximius
- M. m. milleri
- M. m. richardsoni